# Дятлово (Ярославская область)
Дя́тлово — деревня в Макаровском сельском округе Судоверфского сельского поселения Рыбинского района Ярославской области .
Деревня расположена на автомобильной дороге Рыбинск—Глебово, между деревнями Глушицы (3,4 км в сторону Глебово)  и Харинская (0,3 км в сторону Рыбинска). Деревня стоит на левом берегу Фоминского ручья, который отделяет её от Харинской, стоящей на правом берегу. На расстоянии 1 км к северу от Дятлово, на левом притоке Фоминского ручья — деревня Артюшино .
Деревня Дятлова указана на плане Генерального межевания Рыбинского уезда 1792 года.
На 1 января 2007 года в деревне числилось 5 постоянных жителей . Городское почтовое отделение Рыбинск-16 (Переборы) обслуживает в деревне 24 дома. Улицы не именуются .